# مانوئل سیکونی
مانوئل سیکونی (انگلیسی: Manuel Cicconi؛ زادهٔ ۲۷ ژوئن ۱۹۹۷) بازیکن فوتبال اهل ایتالیا است.